# Streymin-híd

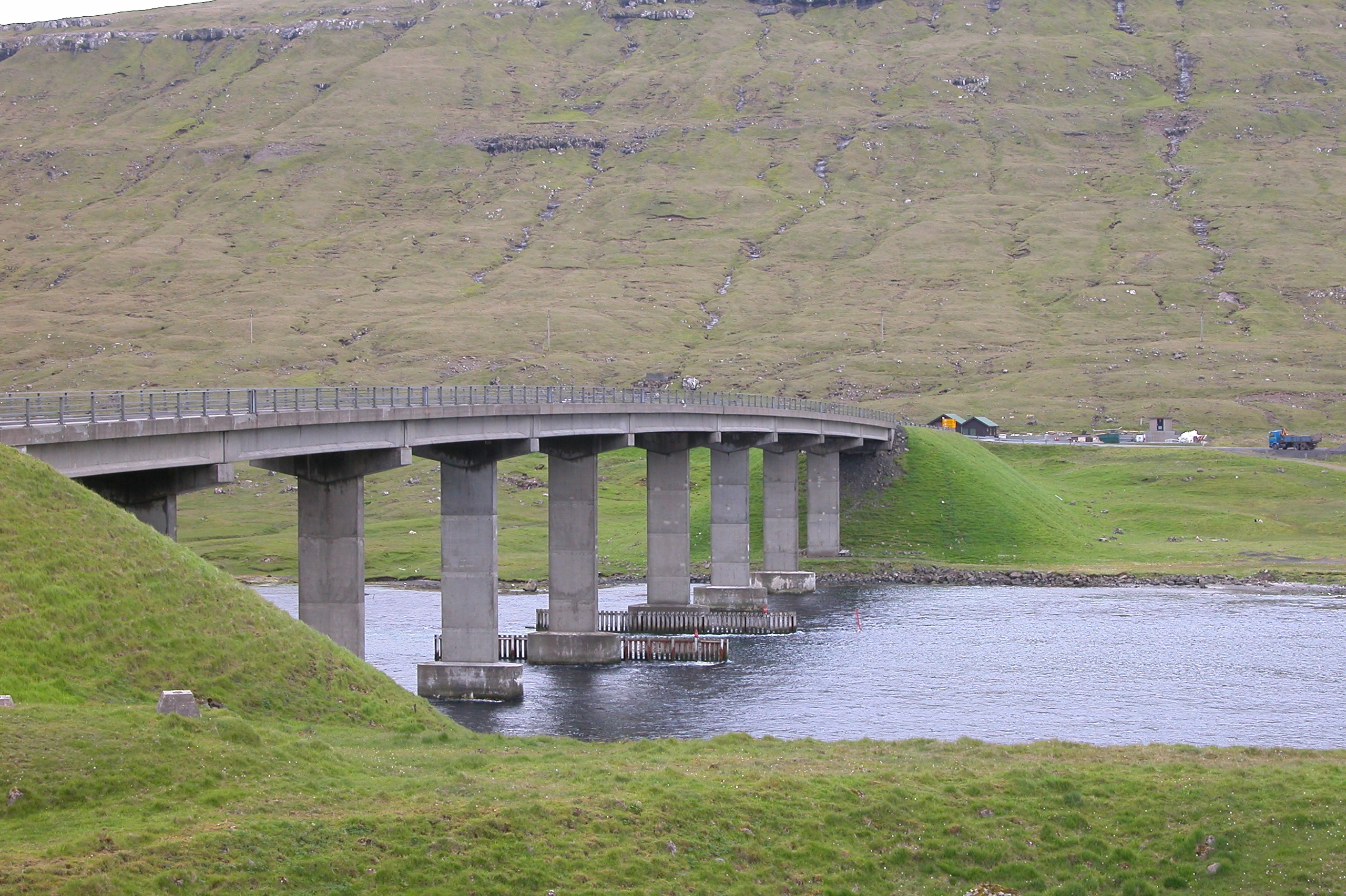
A Streymin-híd

A Streymin-híd (feröeriül: Brúgvin um Streymin) egy híd Feröeren, amely a Sundini fölött ível át, és két szigetet, Streymoyt és Eysturoyt köti össze. Nevét a Streyminről, a Sundini legszűkebb részéről kapta, amely a torlóár miatt erős áramlásnak van kitéve.
A hidat tréfásan az Atlanti-óceán fölötti hídnak szokták nevezni.

## Történelem
A 220 m hosszú hidat 1973. október 30-án adták át, és a nyugati Nesvíket köti össze a keleti Oyrarbakkival és Norðskálival. A korábban itt közlekedő kompokat először privát üzemeltetésű midibuszok, később a Strandfaraskip Landsins kék helyközi autóbuszai váltották fel.
A tervek szerint a hidat 2009-2010-ben felújítják, ami várhatóan 12,2 millió koronás költséget jelent.

### Külső hivatkozások
- Téli kép a hídról (angol)
- Kép a hídról és környezetéről (angol)